# Касемабад (Тафреш)
Касемабад (перс. قاسم اباد) — село в Ірані, у дегестані Куг-Панаг, у Центральному бахші, шагрестані Тафреш остану Марказі. За даними перепису 2006 року, його населення становило 74 особи, що проживали у складі 25 сімей.